# James "Boogaloo" Bolden
James “Boogaloo” Bolden (9 de febrero de 1950) es un trompetista de blues norteamericano.

## Biografía
Nacido el 9 de febrero de 1950 en Houston, Texas, desde joven sintió pasión por la música. Comenzó tocando la trompeta durante sus años de estudiante y formó parte del coro de su escuela. Más tarde comenzó a tocar la guitarra.
Durante sus primeros años de carrera musical tocó junto a artistas de la talla de Stevie Wonder, Issac Hayes, Temptations, Supremes, The Spinners y James Brown. Con el tiempo fue ganando reputación y se le presentó la oportunidad de trabajar en la banda de Duke Ellington. Tras esta experiencia se unió a la banda de B. B. King en la que permaneció más de 30 años convirtiéndose en su líder. King le puso el apodo "Boogaloo" debido a los "pies inquietos" de Bolden.
Bolden formó su propia banda de R&B a la que llamó the James Boogaloo Bolden Blues Band.

## Discografía
The James Boogaloo Bolden Blues band
1. Playing to the King, publicado en 2007
2. No News 'Jus' the Blues, publicado en 2013